# Трескин, Николай Иванович
Никола́й Ива́нович Трескин (29 ноября 1763, Смоленск — 17 января 1842, Москва) — иркутский гражданский губернатор (1806—1819), действительный тайный советник.

## Биография
Сын священника. После окончания семинарии поступил на службу писарем в Московский почтамт, где был замечен почт-директором 
И. Б. Пестелем. По протекции последнего был назначен вице-губернатором Смоленской губернии. 
После назначения Пестеля Сибирским генерал-губернатором последовал за ним в Тобольск и получил должность Иркутского губернатора. В 1809 году Пестель уехал в Петербург с докладом о положении дел в Сибири и больше не возвращался. С этого времени  «умный и деятельный Трескин остался полным хозяином, с неограниченной доверенностью Пестеля, и в отношении его был истинными «factotum» (доверенным слугой)».
Николай Ядринцев в своём обобщающем труде о Сибири "Сибирь как колония" так характеризует Трескина:

"Это был раб и наперсник Пестеля. Пестель ему безусловно верил во все время своего управления, он предоставил ему полную свободу и власть, какую только мог ему передать на основании инструкции; а инструкция эта была всемогуща. Личность Трескина так характеризует г. Вагин: "Это был человек умный и деятельный", до известной степени, конечно, "но его ум и деятельность были не государственного человека, а канцелярского и полицейского чиновника. Они были устремлены только на мелочи и многописание. Трескин был превосходный исполнитель, как большая часть людей этого рода, он мог быть только хорош в хороших руках. Его предоставили самому себе, облекли высокой властью. В нем вполне развились полицейские замашки, и из него вышел невыносимый деспот". Как человек, как семьянин Трескин даже был добр; впрочем, подобных качеств не чужды самые кровожадные звери, любящие своих детенышей.— 
20 апреля 1809 года награждён орденом Святой Анны 1-й степени.
На посту губернатора Трескин провёл многие реформы, улучшил работу полиции и преобразовал общественную жизнь, навёл порядок в городе, принял решение о выравнивании улиц, заложил основы для создания профессиональной пожарной охраны Восточной Сибири и Дальнего Востока. Мнения современников о деятельности Трескина были весьма противоречивы. Одни считали его корыстолюбцем, деспотом-самодуром и называли «вторым Аракчеевым», другие — «умным дельцом и  гениальным администратором». 
В 1819 году с назначением Сибирским генерал-губернатором М. М. Сперанского, Сперанский начал ревизию Сибири. По итогам ревизии, Трескин был уволен со службы и предан суду Сената. Сам Сперанский признавался, что нашёл в губернии «очевидные злоупотребления, но доказательства их искать среди страха, который здесь действует, тягостно», «все, что о здешних делах говорили в Петербурге, не только есть истина, но и истина не увеличенная».
По приговору суда Трескин был лишен чинов и права въезда в столицы. После своего увольнения он поселился под Москвой, в селе Всехсвятском, где и умер. Похоронен на кладбище у храма Всех Святых.

## Семья
С 1795 года женат на Анисье Фёдоровне Ключарёвой (1775—1819, светское имя Агнесса), дочери поэта-мистика Ф. П. Ключарёва; в браке имели шестерых сыновей и двух дочерей. По словам барона В. И. Штейнгейля, Трещиха, как её называли, была «бойкая губернаторша, она была так важна, что некоторым дамам, и особенно купеческого сословия, давала целовать руки». Имела большое влияние на дела мужа и вместе со своими любимцами «грабила открыто». Погибла в мае 1819 года, будучи выброшена из экипажа на всем скаку во время возвращения с минеральных вод. Ходили слухи, что это было самоубийство и в коляску положили уже мёртвое тело. Так, барон М. А. Корф, называя Трескину «жадной взяточницей», писал, что она покончила жизнь самоубийством, боясь разоблачений новым сибирским генерал-губернатором.